# میل‌لنگ

میل‌لنگ (قرمز)، پیستونها و شاتونها (خاکستری) در داخل سیلندرهایشان (آبی)، و چرخ لنگر (سیاه)

میل‌لَنگ قطعه‌ای در موتورها است که حرکت خطی پیستون‌ها را تبدیل به حرکت دورانی می‌کند.
میل‌لنگ معمولاً به وسیله یاتاقان روی بلوک سیلندر سوار می‌شود و قطعه‌ای به‌نام «بغل یاتاقانی» خلاصی یا لقی طولی میل لنگ را تنظیم می‌کند. خلاصی میل‌لنگ در یاتاقان کمتر از یک دهم میلی‌متر است.
میل لنگ دارای لنگ‌ها یا نقاط اتصال ثابت و متحرک می‌باشد، لنگ‌های ثابت به وسیله یاتاقان‌های ثابت روی بلوک سیلندر بسته می‌شوند و فقط حرکت چرخشی دارند و به همین جهت به این نام خوانده می‌شوند. لنگ‌های متحرک که علاوه بر حرکت چرخشی حرکت دورانی نیز دارند به وسیله یاتاقان متحرک به شاتون وصل می‌شوند. شاتون نیز از طریق گژن پین به پیستون متصل می‌گردد و به این طریق حرکت رفت و برگشت پیستون که کورس پیستون نامیده می‌شود به حرکت دورانی تبدیل می‌شود.
بر روی لنگ‌های ثابت میل لنگ سوراخهایی وجود دارد که به لنگهای متحرک راه دارند، روغن موتور از طریق این سوراخها یاتاقانهای متحرک را روغن کاری می‌کند.
معمولاً در قسمت جلویی میل لنگ دنده‌ای وجود دارد که به وسیله زنجیر، تسمه یا دنده میل بادامک یا میل سوپاپ را می‌چرخاند.
نیروی چرخش دینام «آلترناتور»، پمپ هیدرولیک فرمان، کمپرسور کولر و واتر پمپ نیز از طریق چرخش میل لنگ و به وسیله تسمه‌ها و پولی‌ها تأمین می‌شود.
چرخ لنگر یا فلایویل در قسمت انتهایی میل لنگ بسته می‌شود که دیسک و کاور کلاچ روی آن بسته می‌شوند و نیرو را به گیر بکس و سپس به چرخها انتقال می‌دهند.
برای درک بهتر مکانیزم عملکرد میل لنگ می‌توان آن را به رکاب‌های دوچرخه تشبیه کرد.
سامانهٔ میل‌لنگ نخستین بار توسط مخترع کرد اهل آناتولی، بدیع‌الزمان جزری (۱۱۳۶–۱۲۰۶) در سال ۱۲۰۰ میلادی اختراع شد. وی از میل‌لنگ در دو گونه دستگاه بالا بردن آب استفاده کرده‌بود.